# Großes Marienburger Werder
Das Große Marienburger Werder (polnisch Żuławy Malborskie bzw. Żuławy Wielkie, auch Großes/Großer Werder) ist eine Binneninsel im Gebiet des Weichsel-Nogat-Deltas (poln. Żuławy Wiślane) in der polnischen Woiwodschaft Pommern. Der südliche Teil dieser alten 
pommerellischen Kulturlandschaft gehörte bis in das 18. Jahrhundert zur Stadt Marienburg (Malbork).

## Geographie
Das Große Marienburger Werder wird im Norden sowie Westen durch die Weichsel (Wisła) und im Süden und Osten durch die Nogat begrenzt. Es grenzt im Westen an das Danziger Werder, im Norden an die Alte Binnennehrung sowie das Steegner Werder, im Nordosten an das Gebiet der Kampen am Frischen Haff, im Osten an das Kleine Marienburger Werder sowie die Elbinger Niederung.

## Geschichte

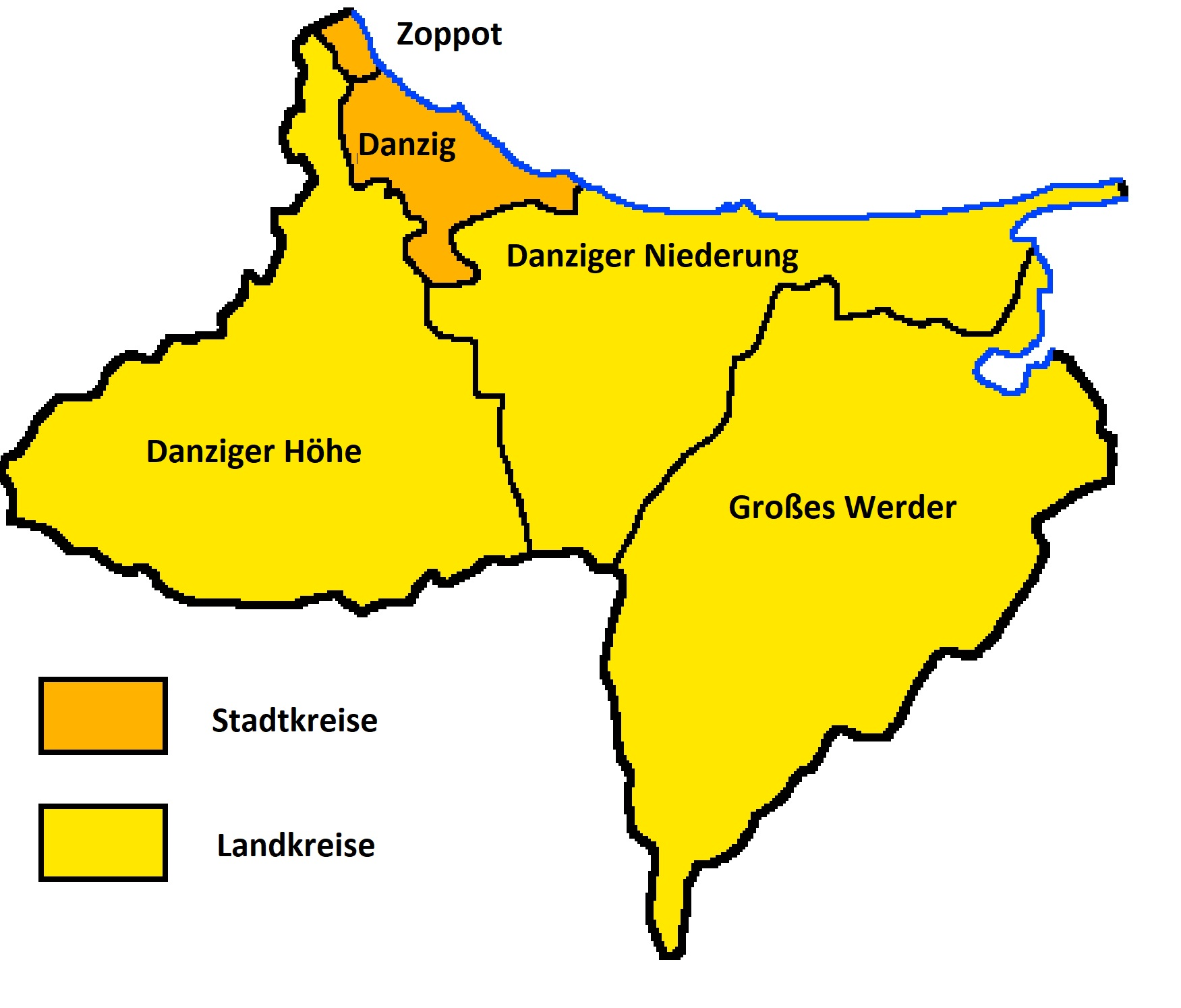
Der Landkreis Großes Werder im Staatsgebiet der Freien Stadt Danzig

Nach dem Ersten Weltkrieg kam das Werder Anfang 1920 im Rahmen des Versailler Vertrags zum Gebiet der Freien Stadt Danzig. Neben dem Werder umfasste der Danziger Landkreis Großer Werder (seit 20. Oktober 1923 Landkreis Großes Werder) das Gebiet der Kampen, von dem Teile im Dezember 1920 an das Deutsche Reich zurückfielen.
Seit 1945 liegt das Gebiet des Marienburger Werders in den polnischen Powiaten Malborski und Nowodworski mit den Sitzen in Malbork und Nowy Dwór Gdański (Tiegenhof).